# The Dreamteam
Pour les articles homonymes, voir Dream Team (homonymie).
The Dreamteam est un groupe de techno hardcore néerlandais, originaire d'Amsterdam. Il est composé de quatre compositeurs et DJs qui a fortement marqué l'essor de la techno hardcore et du gabber aux Pays-Bas durant les années 1990. Le groupe est initialement composé de DJ Gizmo (Ferry Salee), The Prophet (Dov Elkabas), Buzz Fuzz (Mark Vos) et DJ Dano (Daniël Leeflang). Après le départ de The Prophet en 2006, le groupe est rejoint par MC Da Mouth of Madness en 2013.

## Biographie
En 1991, The Prophet décide de réunir des DJs atypiques autour de lui. Il se tourne vers Buzz Fuzz et DJ Dano qu'il rencontre au gré de ses pérégrinations dans les soirées amstellodamoises. Au début du mouvement gabber, en 1992, les trois artistes sont rejoints par DJ Gizmo pour animer une soirée d'un genre nouveau, intitulée « The Final Exam » à Utrecht, pas loin d'Amsterdam. Il s'agit là du prototype des soirées Thunderdome, organisée par le trio de copains qui va devenir ID&T, la plus importante société événementielle néerlandaise à partir des années 1990. Du fait du grand succès que rencontre ce nouveau concept, axé sur la culture gabber, DJ Dano et Duncan Stutterheim, directeur d'ID&T, bâtissent conjointement le projet des soirées Thunderdome à venir et l'idée de prendre les quatre artistes « fondateurs » d'un style hardcore en train de prendre son autonomie dans la scène house, et de les réunir au sein d'un collectif, baptisé The Dreamteam. Le groupe va par la suite devenir la coqueluche des premières soirées Thunderdome, en 1994 et 1995. 
L'album X S 4 All, sorti en 1995, est une compilation des titres de la Dreamteam. Il fait figure d'album emblématique de l'époque pionnière du gabber.
Chacun apporte sa touche propre au style du groupe. Dano a une sensibilité pour l'acid house, Buzz Fuzz pour le son extrême, The Prophet pour les mélodies et Gizmo pour le breakbeat. Dans la compétition de style qui oppose alors Amsterdam et Rotterdam, The Dreamteam fait figure de champion amstellodamois, face aux Rob Janssen et Paul Elstak à Rotterdam. Ces amateurs ont fait de leur passe-temps un métier, et contribuent à l'émergence et à la popularisation de la musique gabber aux Pays-Bas et par delà ses frontières, cette musique underground devenant subitement « mainstream ». Le groupe participe à de nombreux festivals durant la première vague gabber. Mais au creux de la vague gabber, le groupe est mis en sommeil, chacun des membres se concentrant sur sa carrière solo ou poursuivant ses recherches musicales.
En 2002, la vague gabber reprend forme, derrière de nouvelles figures comme DJ Promo ou Catscan. The Dreamteam redémarre, mais rapidement The Prophet indique sa préférence pour les compositions hardstyles, et se concentre sur ses productions chez Scantraxx ; lors du concert « The Dreamteam - solo » à l'Heineken Music Hall en 2005, lequel devait marquer le grand retour de la Dreamteam, Dano et The Prophet se brouillent, dégradant fortement l'ambiance au sein du groupe. La séparation officielle n'est cependant annoncée qu'un an plus tard, le 15 décembre 2006, peu après Thunderdome - Black is Blood that Runs Through Our Veins. Pas rancuniers, les autres membres du groupe marquent ce changement en jouant durant les six années suivantes sous le nom de « 75% of The Dreamteam ». 
En 2013, le groupe se reforme, sans The Prophet, mais avec un nouveau venu, le MC Da Mouth of Madness. Le groupe fête ses vingt ans lors d'une soirée événement au Paradiso à Amsterdam, le 18 mai 2013. L'album Dreamteam 4-Ever, sorti la même année et marquant la reformation du groupe, est accueilli d'un bon œil par la scène gabber, vantant la qualité des morceaux originaux plus que des remixes toutefois.

## Morceaux
Les morceaux des quatre DJs réunis apparaissent sur les différentes compilations Thunderdome, utilisant alors exclusivement leur nom de scène collectif. L'album intitulé The Dreamteam – Thunderdome 4 leur est intégralement dédié. Lorsqu'ils ne sont pas tous les quatre rassemblés, ils prennent parfois le pseudonyme de « 25 % of the Dreamteam » ou « 50 % of the Dreamteam ».

## Événements
La Dreamteam participe aux événements Earthquake, Mystery Land, Hellraiser (en 1998) et à cinq éditions de Thunderdome. Le line up de la première soirée Thunderdome (dénommée The Thunder Dome) est composé exclusivement des membres de la Dreamteam, bien qu'ils ne se trouvent pas crédités sous leur nom collectif, qui apparaît par la suite. The Prophet déclare, concernant cette première soirée Thunderdome : « c'était un réel moment de plaisir, cette nuit-là nous n'étions que quatre personnes sur scène, The Dreamteam. Thunderdome s'est très rapidement développé après ça, comme en un éclair. Les années suivantes, la musique devint de plus en plus rapide ».
La Dreamteam, amputée de The Prophet, prend part aux vingt ans de Thunderdome en 2012. En 2014, le groupe est présent lors de l'événement « Dance Xperience XL » organisé par Upgrade Events.

## Dreamteam Productions
ID&T, organisateur et créateur des soirées Thunderdome et des compilations associées, crée en 1992 une filiale consacrée aux quatre DJs, Dreamteam Productions, qui commercialise exclusivement les productions de la Dreamteam. La filiale cesse d'être active en 1997.

## Discographie

### Albums studio
| Année | Titre album | Classement                    | Meilleure position | Nombre de semaines | Date d'entrée    | Date de sortie   |
| ----- | ----------- | ----------------------------- | ------------------ | ------------------ | ---------------- | ---------------- |
| 1993  | Thunderdome | Pays-Bas (Mega Album Top 100) | 61                 | 5                  | 10 juillet 1993  | 14 août 1993     |
| 1995  | X S 4 All   | Pays-Bas (Mega Album Top 100) | 81                 | 4                  | 25 novembre 1995 | 23 décembre 1995 |

- 1993 : Thunderdome (ID&T)
- 1994 :  This Is a Dream Come True... (Dreamteam Productions)
- 1995 :  X S For All (ID&T)
- 2013 : Dreamteam 4-Ever (Cloud 9 Productions)

### EP
- 1993 : Thunderdome - The Megamixes (Total Recall)
- 1994 : Thunderdome 4 EP Remix (Dreamteam Productions)
- 1998 : Hall of Fame 1 (ID&T)